# Little Chalfield
Little Chalfield – osada w Anglii, w hrabstwie ceremonialnym Wiltshire, w dystrykcie (unitary authority) Wiltshire, w civil parish Atworth. Leży 5 km od miasta Trowbridge. W 1881 roku civil parish liczyła 44 mieszkańców.